# Onaireves Moura
Onaireves Nilo Rolim de Moura (Herval d'Oeste, 26 de novembro de 1946) é um empresário, dirigente esportivo e político brasileiro.

## Biografia
Filho de Severiano Rolim de Moura e Olga Elisa Berte Rolim, fez o curso colegial no Colégio Estadual do Paraná entre 1965 e 1968. Em 1985, assumiu a presidência da Federação Paranaense de Futebol (FPF), e um ano depois é nomeado diretor de relações públicas da CBF. Ainda em 1986, envolve-se no "escândalo do videoclipe", onde o então vice-presidente da entidade, Nabi Abi Chedid, foi acusado de extorsão. Em 1989, é reeleito presidente da FPF. Anteriormente, presidiu o Athletico Paranaense entre 1982 e 1983.
Em 1990, filia-se ao PTB para disputar uma vaga na Câmara dos Deputados. Com 24.240 votos, foi o 23º deputado federal mais votado, integrando as comissões de Educação, Cultura e Desporto (como titular) e de Economia, Indústria e Comércio (como suplente).
Na véspera da votação do impeachment de Fernando Collor de Mello, Onaireves Moura foi o anfitrião de um jantar de apoio ao então presidente, mas votou a favor da abertura do processo, surpreendendo a todos. Em 1993, deixa o PTB e vai para o PSD, assumindo a liderança do partido na Câmara. No mesmo ano é reeleito presidente da FPF.
Acusado pelo então governador Alvaro Dias de aliciar parlamentares do PSD em troca de um tempo maior para o partido, no chamado "escândalo do PSDólar", Onaireves teve o mandato cassado por quebra de decoro parlamentar em dezembro de 1993, juntamente com o suplente em exercício Itsuo Takayama (PFL-MT) e Nobel Moura (PTB-RO). Foram 335 votos favoráveis ao afastamento e 72 contrários à cassação. Em seu lugar, foi efetivado Ervin Bonkoski.
Em julho de 1994, tentou lançar candidatura a deputado pelo PSD na eleição estadual, porém o Tribunal Regional Eleitoral do Paraná negou o registro. Com isso, Onaireves dedicou-se apenas à presidência da FPF, envolvendo-se em novas polêmicas e escândalos judiciais que culminaram no seu afastamento do cargo em 1998.
Foi preso pela primeira vez em março de 2006, acusado de sonegação de tributos federais, falsidade ideológica e formação de quadrilha a pedido do Ministério Público Federal. Segundo o MPF, o ex-deputado era sócio de 2 empresas que exploravam bingos irregulares em Ponta Grossa. No ano seguinte, foi suspenso por 6 anos pelo STJD por desvio de recursos da FPF entre 1985 e 2002, renunciando à presidência da entidade pouco depois. Voltaria à prisão em novembro de 2007, juntamente com outras 8 pessoas ligadas à sua gestão na FPF
Depois de fazer acusações sem provas contra o presidente do Athletico, Mario Celso Petraglia e condenado a 4 anos e 6 meses em regime semiaberto por não ter recolhido mais de R$ 6,4 milhões de reais em tributos federais quando ainda presidia a FPF, entre 1995 e 2003, Onaireves Moura teve uma nova condenação anunciada em março de 2019, desta vez a 22 anos, 4 meses e 12 dias em regime fechado por estelionato, apropriação indébita e formação de quadrilha.
Após estar foragido desde 2019, a PF prendeu o ex-presidente da FPF, aos 74 anos, em São Paulo, em fevereiro de 2022.